# Lijst van politieke partijen op Saba
Dit is een lijst van politieke partijen op Saba. Saba heeft een meerpartijenstelsel met een klein aantal politieke partijen.

## Partijen

### Actieve partijen
De actieve partijen zijn de partijen die hebben deelgenomen aan verkiezingen op Saba sedert haar status van openbaar lichaam van Nederland.
- Windward Islands People's Movement (WIPM)
- Saba Labour Party (SLP)

### Niet actieve of ter ziele gegane partijen
- Saba United Democratic Party (SUDP)
- Saba Democratic Labour Movement (SDLM)
- Saba United Party (SUP)